# Тессеней (район)
Тессеней — район зоби (провінції) Гаш-Барка, що в Еритреї. Столиця — місто Тессеней.